# Юнгвирт, Флориан
Флориа́н Юнгви́рт (нем. Florian Jungwirth; 27 января 1989, Грефельфинг, Бавария) — немецкий футболист, защитник.

## Клубная карьера
Начал заниматься футболом в «Анйтрахте» из Карлсфельда, в 2000 году перешёл в академию «Мюнхен 1860».
С 2007 года начал привлекаться к играм резервной команды, выступавшей в Региональной лиге «Юг». За три сезона Флориан провёл за вторую команду 48 матчей, за основу так и не дебютировал.
В январе 2010 года Юнгвирт подписал контракт с дрезденским «Динамо». 6 февраля состоялся его дебют за новый клуб в матче против второй команды «Баварии». Проведя в том сезоне 11 матчей, Флориан получил травму крестообразных связок, оставившую его вне футбола более чем на полгода. 23 октября 2010 года возвратился на поле в игре против «Ганзы». В сезоне 2010/11 Флориан принял участие в 25 играх своей команды и помог ей получить повышение в классе.
В июне 2013 года перешёл в «Бохум», проведя за который 29 матчей в сезоне 2013/14, присоединился к другому клубу Второй Бундеслиги — «Дармштадт 98».
2 февраля 2017 года Юнгвирт подписал контракт с клубом MLS «Сан-Хосе Эртквейкс». В американской лиге дебютировал 4 марта в матче стартового тура сезона 2017 против «Монреаль Импакт». 18 марта в матче против «Спортинга Канзас-Сити» забил свой первый гол за «Квейкс». В феврале 2018 года Юнгвирт получил грин-карту и в MLS перестал считаться иностранным игроком. 24 октября 2019 года подписал новый многолетний контракт с «Эртквейкс».
6 августа 2021 года Юнгвирт был продан в «Ванкувер Уайткэпс» за $200 тыс. в общих распределительных средствах с возможной доплатой до $100 тыс. в зависимости от выполнения определённых условий. За «Уайткэпс» дебютировал 18 августа в матче против «Остина», выйдя на замену в концовке вместо Энди Роуза. 29 августа в матче против «Реал Солт-Лейк» забил свой первый гол за «Кэпс». По окончании сезона 2021 «Ванкувер Уайткэпс» задействовал опцию продления контракта Юнгвирта на сезон 2022. По окончании сезона 2022 Юнгвирт стал свободным агентом.
27 января 2023 года Флориан Юнгвирт объявил о завершении игровой карьеры и вошёл в технический штаб «Ванкувер Уайткэпс» в качестве ассистента главного тренера Ванни Сартини.

## Национальная сборная
Флориан выступал за юношеские и молодёжные сборные Германии разных возрастов. В 2006 году принимал участие в юношеском чемпионате Европы в Люксембурге, где сборная Германии заняла 4-е место.
Юнгвирт был капитаном юношеской сборной Германии (до 19 лет), выигравшей золото юношеского чемпионата Европы в Чехии.
В 2009 году был капитаном сборной на молодёжном чемпионате мира 2009 в Египте, провёл 5 матчей, забил 1 гол.